# رؤوف علييف
روف ألياف (12 فبراير 1989 بفضولي في أذربيجان - ) هو شاعر ولاعب كرة قدم أذربيجاني في مركز الهجوم. شارك مع منتخب أذربيجان لكرة القدم. أما مع النوادي، فقد لعب مع نادي إنتر باكو ونادي باكو ونادي خزر لنكران ونادي قره باغ ونادي نيفتشي باكو.

## وصلات خارجية
- رؤوف علييف على موقع الاتحاد الأوربي (الإنجليزية)
- رؤوف علييف على موقع قاعدة بيانات كرة القدم.إي يو (الإنجليزية)
- رؤوف علييف على موقع ناشيونال فوتبول تيمز (الإنجليزية)
- رؤوف علييف على موقع Soccerway.com (الإنجليزية)